# Enaria conspurcata
Enaria conspurcata är en skalbaggsart som beskrevs av Johann Christoph Friedrich Klug 1832. Enaria conspurcata ingår i släktet Enaria och familjen Melolonthidae. Inga underarter finns listade i Catalogue of Life.